# Raven (DC Comics)
Raven, nota anche in alcuni adattamenti in italiano come Corvina, è un personaggio immaginario a fumetti creato da Marv Wolfman (testi) e da George Pérez (disegni) e pubblicato dalla DC Comics. Appartiene al supergruppo dei Giovani Titani ed è apparsa per la prima volta in DC Comics Presents n. 26, nell'ottobre 1980.

## Biografia del personaggio

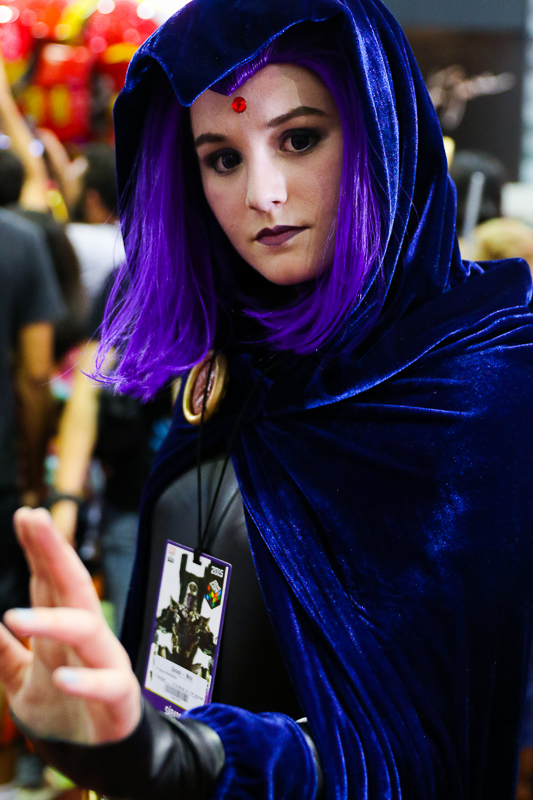
Cosplay di Raven al Comic Con Experience 2015

La madre di Raven, Angela Roth, si unì alla setta nota come "Il Culto di Trigon" venendo scelta dagli alti prelati del culto come vittima di un rituale mistico in cui doveva unirsi carnalmente al demone Trigon. Rimasta incinta, Angela fuggirà dal culto, e troverà riparo nella cittadella mistica di Azarath, e qui prenderà il nome di Arella. Partorita la figlia, la donna le insegnerà tutto quello che sapeva sul padre Trigon, che voleva sfruttarla per impadronirsi dell'intero universo. Messa alle strette, Raven fuggirà sulla Terra in cerca di alleati per fermare il padre. Una volta trovata la Justice League chiede di unirsi a loro, ma questi la rifiutano in quanto Zatanna percepisce in lei una potente forza oscura. Incontrerà poi Garfield Logan (con cui poi avrà una relazione), Kid Flash, Donna Troy, Robin, Victor Stone e un'aliena intenta a distruggere la città (Starfire), con i quali formerà i Giovani Titani.
Insieme a loro, quindi, riesce a sconfiggere Trigon imprigionandolo in un carcere interdimensionale, ma l'influenza demoniaca di Raven non scompare, per cui, durante alcune missioni con i Titani, questa arriva a prendere il sopravvento. Nel frattempo Trigon riesce a liberarsi dalla sua prigione e torna sulla Terra, dove prende possesso del corpo di Raven, e intraprende un'ultima battaglia con i Titani, che, allo stremo delle forze, sono costretti ad ucciderla. In questo modo consentono agli spiriti di Azarath di usare la sua anima per aprire un canale con Trigon per eliminarlo definitivamente. Raven, tuttavia, risorge dalle sue stesse ceneri, ma questa volta con un mantello bianco, finalmente libera dall'influenza negativa del padre.
Con la sua seconda vita Raven, acquista l'abilità di riuscire non solo a percepire ma anche a controllare le emozioni altrui: questo nuovo potere si manifesta quando, credendo di essere innamorata di Dick Grayson (Nightwing), questo sembra corrispondere, rovinando così i rapporti con Starfire, da sempre innamorata di lui. Tempo dopo Raven viene rapita dalla Wildbeest Society, un'organizzazione da lungo tempo nemica dei Titani; il loro leader, che si rivelerà poi essere il membro dei Titani Jericho, è posseduto dagli spiriti di Azarath corrotti dall'influenza di Trigon, il cui scopo è intrappolare quelle anime nei corpi dei Giovani Titani in modo da poter permettere il ritorno del demone. Jericho viene fermato dal padre, che lo uccide, e gli spiriti di Azarath si impossessano del corpo di Raven, che ancora una volta torna ad essere al servizio di suo padre. Il suo nuovo piano, stavolta, è di farlo rinascere impiantando il seme di Trigon in nuovi corpi, ma fallisce quando, invece del seme, rilascia in Starfire l'anima buona di Raven, che di fatto permette ai Titani di vincere ed impedire nuovamente l'ascesa di Trigon. Con il corpo distrutto, Raven diventa solo spirito e abbandona i suoi compagni, decidendo di vagare per il mondo e di unirsi alle Sentinelle della Magia.
Tempo dopo la Chiesa del Sangue di Brother Blood, come nuovo piano per far risorgere Trigon, reclama l'anima di Raven imprigionandola nel corpo di un'adolescente, ma viene salvata dalla nuova formazione dei Titani. Ritornata in vita nel corpo di una sedicenne, Raven decide di riunirsi ai Titani, iniziando allo stesso tempo una vita civile con il nome di Rachel Roth in onore di sua madre, ed iniziando una relazione con Garfield Logan, alias Beast Boy.
Successivamente, quando Lo Spettro dichiarerà guerra a tutti gli esseri magici dell'Universo DC, Raven combatte al fianco delle Sentinelle della Magia e aiuta ad evacuare Blüdhaven dopo l'attacco di Chemo.
Dopo Crisi infinita Raven lascia i Giovani Titani e intraprende un cammino solitario, che la porta a scoprire l'esistenza di altri figli di Trigon. Con la minaccia del ritorno del demone, per contrastarlo Raven decide di riunire i suoi vecchi compagni dei Titani originali. Tre dei figli di Trigon attaccano quindi il nuovo gruppo, che tenta di metterli l'uno contro l'altro manipolando le loro emozioni con lo scopo di utilizzare Raven e Beast Boy come chiavi per aprire un portale per il regno di Trigon. Alla fine Raven riesce a chiuderlo, mentre i figli di Trigon si danno alla fuga. Dopo questa avventura Raven confessa che la sua natura demoniaca sta prendendo il sopravvento, costringendo i Titani a radunare degli artefatti per sconfiggerla nel caso in cui Trigon potesse ritornare attraverso di lei.

## Poteri e abilità
Raven sa di dover tenere sempre a bada la propria rabbia e la propria frustrazione, altrimenti potrebbe cedere all'influenza demoniaca del genitore.
Oltre a lanciare incantesimi, maledizioni, fatture e creare pozioni e formule, il suo potere principale è l'empatia, con la quale riesce a sentire le emozioni degli altri e, volendo, controllarle per breve tempo; può anche entrare nella mente degli altri e vedere i loro ricordi. Dispone inoltre dei poteri della precognizione, con la quale riesce a vedere brevemente nel futuro, la proiezione astrale, la telecinesi e l'abilità di volare.
Oltre a tutto questo può anche creare portali dimensionali, può localizzare le persone e gli oggetti, può guarire se stessa e gli altri da ferite che sarebbero letali e controllare gli Elementi, mentre nel giorno del suo compleanno acquista l'abilità mistica di fermare il tempo con la sola forza di volontà.
È inoltre capace di assumere l'aspetto di White Raven, la sua forma più potente, che raggiunge quando batte il suo lato demoniaco: in questo caso il colore dei suoi poteri muta dal nero al bianco, come risultato della purificazione dal male. Raven qualche volta pronuncia l'incantesimo "Azarath Metrion Zinthos" per attivare i suoi poteri. Inoltre, essendo stata un membro dei Teen Titans, è stata addestrata da Robin nel combattimento corpo a corpo.

## Altri media

Corvina nella seria animata Teen Titans Go!

È una dei protagonisti della serie animata Teen Titans, è un personaggio giocabile nel videogioco Injustice: Gods Among Us e compare nel film d'animazione Justice League vs. Teen Titans.
Dal 2018 appare nella serie televisiva Titans, interpretata da Teagan Croft.
Nella serie animata parodistica Teen Titans Go!, Corvina è un personaggio estremamente introverso, sarcastico, pessimista e anche abbastanza pungente, in netto contrasto con l'esuberanza di Stella Rubia, anche se talvolta anche lei si rende protagonista di battute o momenti comici, e sotto il suo mantello nasconde varie personalità. Inoltre, anche se dapprima non lo ammette, ricambia l'amore per Beast Boy e adora una serie TV intitolata "Pretty Pretty Pegasus". (parodia di My Little Pony)